# Alicja Ślęzak
Alicja Ślęzak (* 23. Juni 1993) ist eine polnische Handballspielerin auf der Position der linken Rückraumspielerin. Sie gehörte in der Variante Beachhandball der polnischen A-Nationalmannschaft an.
Ślęzak hat einen Masterabschluss von der Akademia Wychowania Fizycznego im. Eugeniusza Piaseckiego w Poznaniu.

## Hallenhandball
Alicja Ślęzak begann mit dem Handballspielen bei MUKS Lidera Świebodzin. Nach dem Umzug nach Posen spielte sie bei AZS AWF Poznań, dann spielte sie für SKF KPR Sparty Oborniki. Ein weiterer Wechsel führte sie zu APR Poznań, wo sie sich schon im zweiten Spiel verletzte und danach eineinhalb Jahre nicht mehr Hallenhandball spielen konnte. Nachdem sie genesen war, spielte sie in der Saison 2019/20 für MKS PR Gniezno, wechselte aber schon nach einer Saison wieder zurück zum Drittligisten APR Poznań.

## Beachhandball
Beachhandball spielt Ślęzak seit dem Wechsel zu SKF KPR Sparty Oborniki. Sie spielt für den Verein Klubie Pyrki Poznań.
Bei den Europameisterschaften 2017 feierten die polnischen Beachhandballerinnen ihren bis dato größten Erfolg. In einer durchwachsenen Vorrunde mit zwei Siegen und Niederlagen begann wie zwei Jahre vorher ein mittelmäßiger Start in das Turnier. Auch in der Hauptrunde konnten nur zwei der vier Spiele gewonnen werden, dabei aber gegen die internationalen Spitzenmannschaften aus Dänemark und Kroatien. Erneut zogen die Polinnen damit als Viertplatzierte ihrer Hauptrundengruppe in das Viertelfinale und trafen auf die Niederlande, die im Shootout bezwungen werden konnten. Damit erreichte die polnische Mannschaft erstmals das Halbfinale einer EM, das gegen Dänemark ebenfalls gewonnen werden konnte. Erst im Finale gegen Norwegen mussten sie sich geschlagen geben und wurden Vize-Europameisterinnen. Ślęzak spielte in allen elf Spielen und traf dabei zu 41 Punkten.
Als Gastgeber waren die polnischen Auswahlmannschaften automatisch auch für die World Games 2017 in Breslau qualifiziert. Die Polinnen wurden Dritte in einer Gruppe mit Brasilien, Australien und Taiwan. Im Viertelfinale schied die Mannschaft gegen Spanien aus und spielte in den Platzierungsspielen gegen Tunesien und erneut Australien. Beide Spiele wurden gewonnen und Polen belegte am Ende den fünften Platz. In Allen sechs Spielen zum Einsatz gekommen, traf Ślęzak zu 24 Punkten.
Im Jahr darauf folgte für Polen eine zunächst gut verlaufende Weltmeisterschaft in Kasan. Als Gruppenerste zog Ślęzak mit ihrer Mannschaft nach drei Siegen in die Hauptrunde, wo die Mannschaft zwei Spiele verlor und eines gewann und als Gruppenzweite hinter Spanien in die KO-Runde einzog. Dort schied Polen im Viertelfinale gegen Norwegen im Shootout aus. Nach einem Sieg über Paraguay unterlag Ślęzak mit Polen im Spiel um den fünften Platz gegen Dänemark wieder im Shootout.

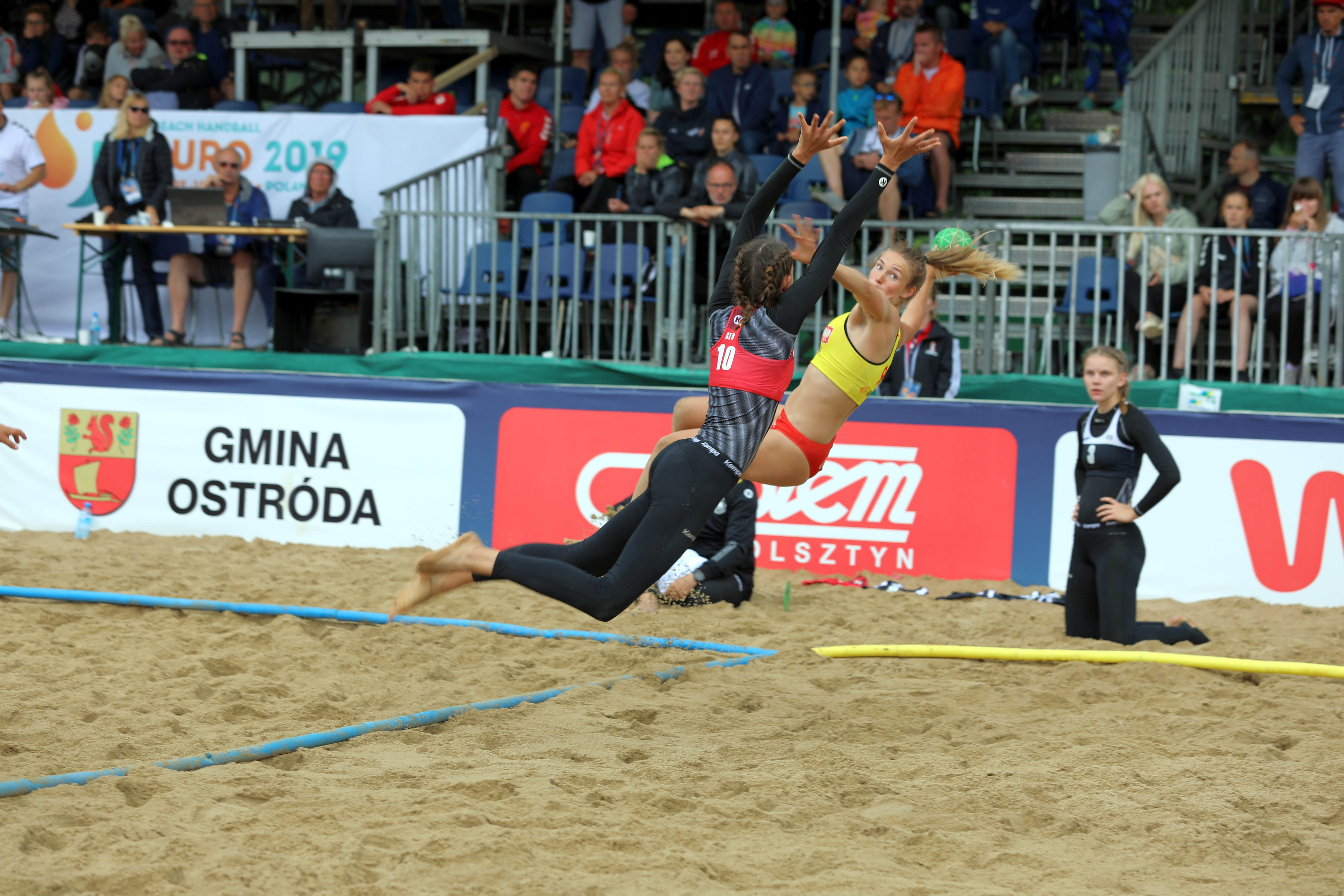
Ślęzak beim Torwurf gegen Isabel Kattner im Platzierungsspiel gegen Deutschland bei den Europameisterschaften 2019

Auch die Europameisterschaften 2019 waren ein Heimspiel, dieses Mal in Stare Jabłonki. Einmal mehr spielten die Polinnen eine durchwachsene Vorrunde mit zwei Siegen und zwei Niederlagen. Von den drei weiteren Spielen in der Hauptrunde gewannen die Polinnen nur das gegen Norwegen, gegen die Niederlande und Kroatien wurde verloren. Damit waren die Polinnen nur für die Platzierungsspiele qualifiziert. Hier schlugen sie zunächst Frankreich, unterlagen dann jedoch Deutschland und der Türkei, jeweils im Shootout. Am Ende waren die Polinnen auf dem 12. Platz von 20 teilnehmenden Mannschaften. Ślęzak wurde in allen zehn Spielen eingesetzt und erzielte dabei 65 Punkte, womit sie hinter Paula Mazurek und Kinga Jakubowska drittbeste Torschützin ihrer Mannschaft war.
Bei den ersten World Beach Games 2019 in Doha rückte Polen für die nicht antretenden Norwegerinnen nach, die direkte Qualifikation wurde bei den Weltmeisterschaften 2018 um einen Rang verpasst. Nachdem die Polinnen einmal mehr Vierte ihrer Vorgruppe geworden waren, spielten sie im Viertelfinale gegen einen der Topfavoriten, die Brasilianerinnen, und unterlagen deutlich. Nach Siegen über Spanien und Argentinien wurden sie am Ende Fünfte.

## Einzelbelege
1. ↑  Dwa wzmocnienia MKS PR URBIS Gniezno! – Sportowe Gniezno. Abgerufen am 24. Juni 2021 (polnisch).
2. ↑  Moje Gniezno: Alicja Ślęzak i Monika Walkowska opuszczają MKS PR URBIS Gniezno Gniezno - Moje Gniezno - Portal Informacyjny Gniezna. Abgerufen am 24. Juni 2021.
3. ↑  European Handball Federation - 2017 Women's ECh Beach Handball / Final Tournament. Abgerufen am 17. November 2020 (englisch).
4. ↑  European Handball Federation - 2019 Women's ECh Beach Handball / Final Tournament. Abgerufen am 18. November 2020 (englisch).
5. ↑  The 1st World Beach Sports Games with our PhD student - Akademia Wychowania Fizycznego w Poznaniu. Ehemals im Original (nicht mehr online verfügbar); abgerufen am 8. Januar 2021 (britisches Englisch). (Seite nicht mehr abrufbar. Suche in Webarchiven)
6. ↑  Natalia: Alicja Ślęzak i Martyna Matysek z powołaniami. Mecz z Koroną przełożony – MKS PR Gniezno. Archiviert vom Original (nicht mehr online verfügbar) am 24. Juni 2021; abgerufen am 24. Juni 2021 (polnisch).
7. ↑  Team Details Page | IHF. Abgerufen am 8. Januar 2021.
8. ↑  Krzysztof Marczyk: Zawodniczki Piłki Ręcznej Koszalin powalczyły w Katarze. 17. Oktober 2019, abgerufen am 24. Juni 2021 (polnisch).

| Personendaten    | Personendaten                                                                 |
| ---------------- | ----------------------------------------------------------------------------- |
| NAME             | Ślęzak, Alicja                                                                |
| KURZBESCHREIBUNG | polnische Handball- und Beachhandballspielerin sowie Handballschiedsrichterin |
| GEBURTSDATUM     | 23. Juni 1993                                                                 |